# Video magazin
A Video magazin az Ötlet hetilap (ISSN 0230-8762) mellékleteként került napvilágra, az első száma 1985 decemberében.
Rendszertelenül jelent meg 1988 decemberéig, majd pedig havi rendszerességgel. Az Ifjúsági Lapkiadó Vállalat volt a kiadója. Felelős szerkesztője Erdős Ákos, szerkesztője Bíró Zoltán volt. ISSN 0237-5141. Az 1995. év 12. száma egyben az 1996. év 1. száma. Utolsó, 139. száma 1999 februárjában jelent meg.
A magazin a hazai videózás hőskorában alakult az 1980-as évek közepén. Cikkei részletesen ismertették a videofilmek megjelenését kiadókra lebontva. Rendszeresen közölt videotechnikával kapcsolatos teszteket, életrajzokat filmes alkotókról.